# Kisvejke, Tolna
Kisvejke  este un sat în districtul Bonyhád, județul Tolna, Ungaria, având o populație de 409 locuitori (2011). 

## Demografie
Componența etnică a satului Kisvejke
     Maghiari (60,13%)
     Germani (26,95%)
     Romi (12,92%)
Componența confesională a satului Kisvejke
     Romano-catolici (48,41%)
     Luterani (7,33%)
     Fără religie (2,69%)
     Reformați (2,2%)
     Necunoscută (39,36%)
Conform recensământului din 2011, satul Kisvejke avea 409 locuitori. Din punct de vedere etnic, majoritatea locuitorilor (60,13%) erau maghiari, existând și minorități de germani (26,95%) și romi (12,92%). Nu există o religie majoritară, locuitorii fiind romano-catolici (48,41%), luterani (7,33%), persoane fără religie (2,69%) și reformați (2,2%). Pentru 39,36% din locuitori nu este cunoscută apartenența confesională.